# Dèlia Brufau

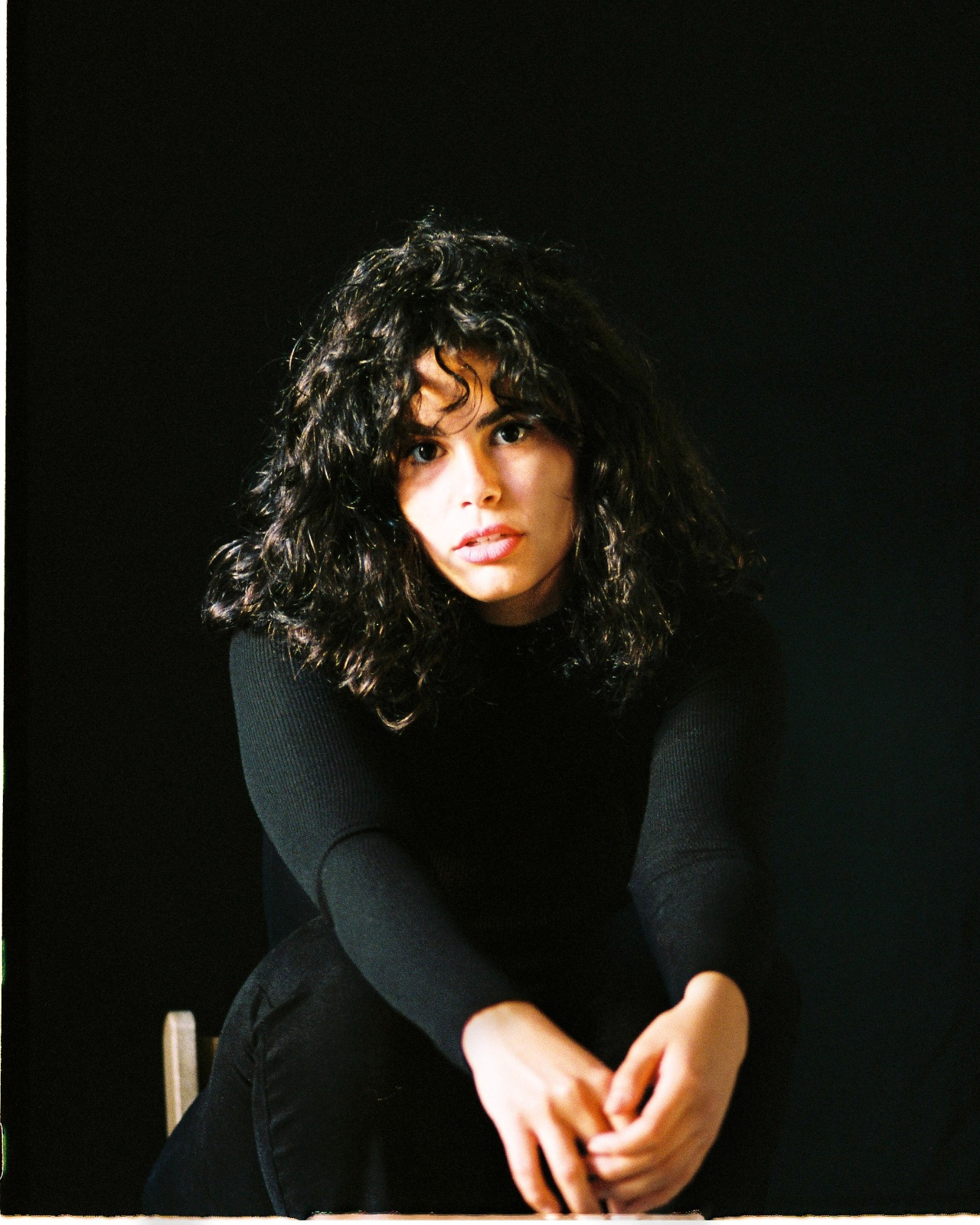
Dèlia Brufau

Dèlia Brufau i Centelles (* 15. Oktober 1998 in Barcelona) ist eine spanische Schauspielerin.

## Leben und Karriere
Brufau wurde am 15. Oktober 1998 in Barcelona geboren. Sie studierte an der Escola Nancy Tuñón. Von 2019 bis 2020 spielte sie in der Serie The Hockey Girls eine Hauptrolle. Außerdem war sie in verschiedenen Kurzfilmen wie L’última, Sintra III, Tótem Loba und Benatae zu sehen. Anschließend trat sie 2022 in dem Film La voluntaria auf. Im selben Jahr bekam sie in Du bist nichts Besonderes die Hauptrolle. 2023 setzte Brufau ihre Karriere in Els encantats fort.

## Filmografie
Filme
- 2020: L’última
- 2020: Sintra III
- 2020: Tótem Loba
- 2022: La voluntaria
- 2022: Benatae
- 2023: Els encantats

Serien
- 2019–2020: The Hockey Girls (Les de l’hoquei)
- 2022: Du bist nichts Besonderes (Tú no eres especial)